# Billerbahn

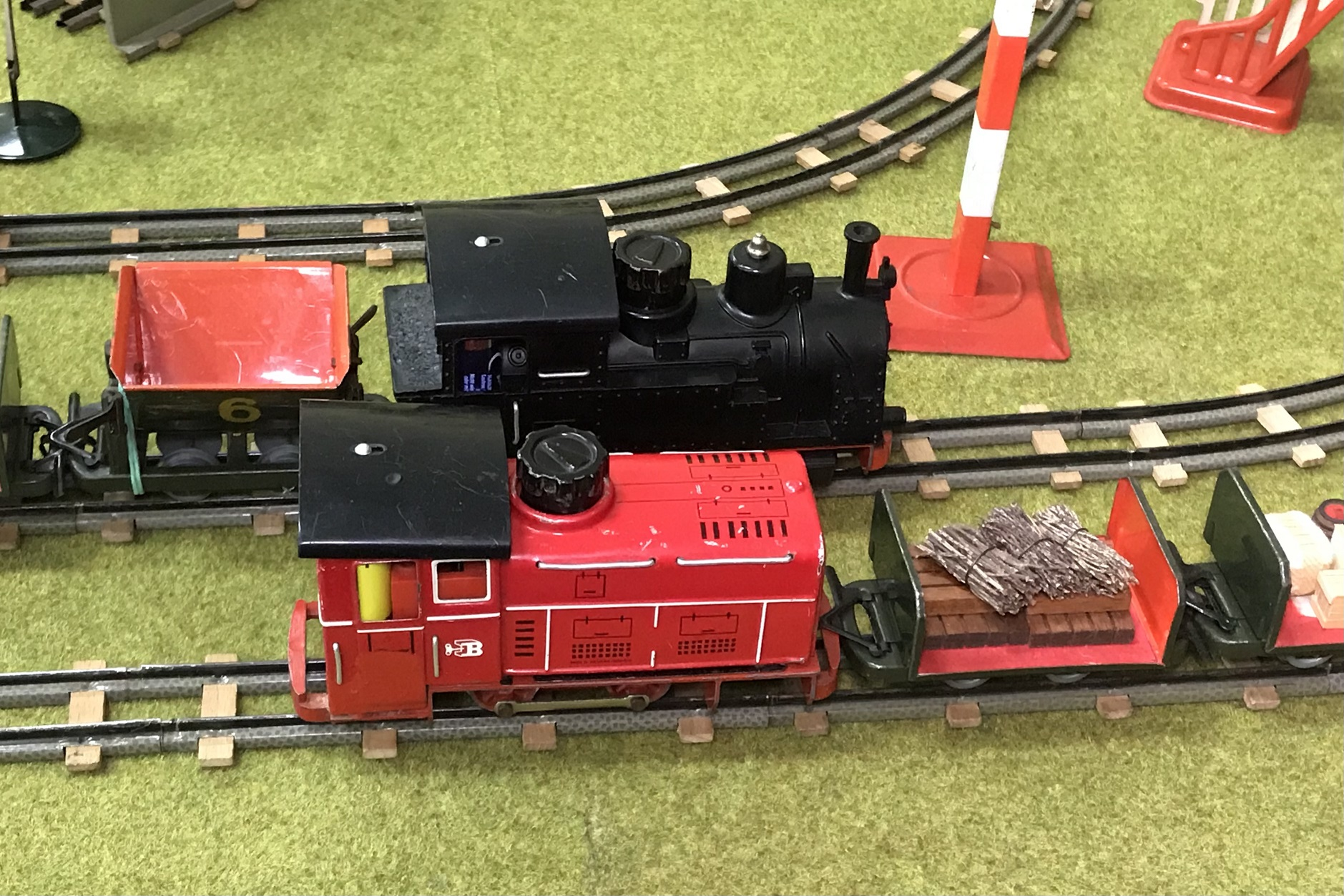
Billerbahn-Modelleisenbahnanlage an der NuSSA in Stadtoldendorf mit zwei mit Batterien betriebenen Lokomotiven, 2020

Billerbahn (eigentlich HaBi von Hans Biller) war ein Spielzeugeisenbahn Hersteller aus Nürnberg.

## Geschichte
Das Unternehmen wurde am 11. Juni 1935 rückwirkend per 2. Mai 1935 von Hans Biller, einem ehemaligen Mitarbeiter der Firma Bing, zusammen mit seiner Frau gegründet. 1977 ging das Unternehmen in Insolvenz.

## Produkte

### Blechspielzeug
In den ersten Jahren wurde uhrwerksgetriebenes Blechspielzeug produziert.

### Schmalspur-Eisenbahnmodelle
Vorbilder des Spielzeugeisenbahn-Produktprogramms seit 1948 waren Feldbahn-Modelle. Diese wurden im Sinne der damaligen Vorgaben der Nenngröße 0 für die Spur 0e im Maßstab von ungefähr 1:40, überwiegend in Blech produziert. Angetrieben wurden die Lokomotiven durch ein Uhrwerk oder einen Elektromotor, wobei der Elektromotor den Strom von Batterien erhält.